# Association sportive et culturelle Kédia de Zouerate
Maillots
L'Association sportive et culturelle de Kédia (en arabe : الجمعية الرياضية و الثقافية الكدية), plus couramment abrégé en ASC Kédia, est un club mauritanien de football basé dans la ville de Zouérate. Ce club évolue en 2018 en Première Division et son stade est le Stade municipal de Zouérate, doté d'une capacité de 1 000 places.
Le président du club est Brahim Ould Weissat et son entraîneur est Mody M'Bodj.

## Histoire
Le club est finaliste de la Coupe de Mauritanie en 2013.

## Palmarès
| Compétitions nationales                        |
| ---------------------------------------------- |
| - Coupe de Mauritanie : - Finaliste : 2012-13. |

## Personnalités du club

### Présidents du club
- Brahim Ould Weissat

### Entraîneurs du club
- Mody M'Bodj